# Mercury Redstone 2

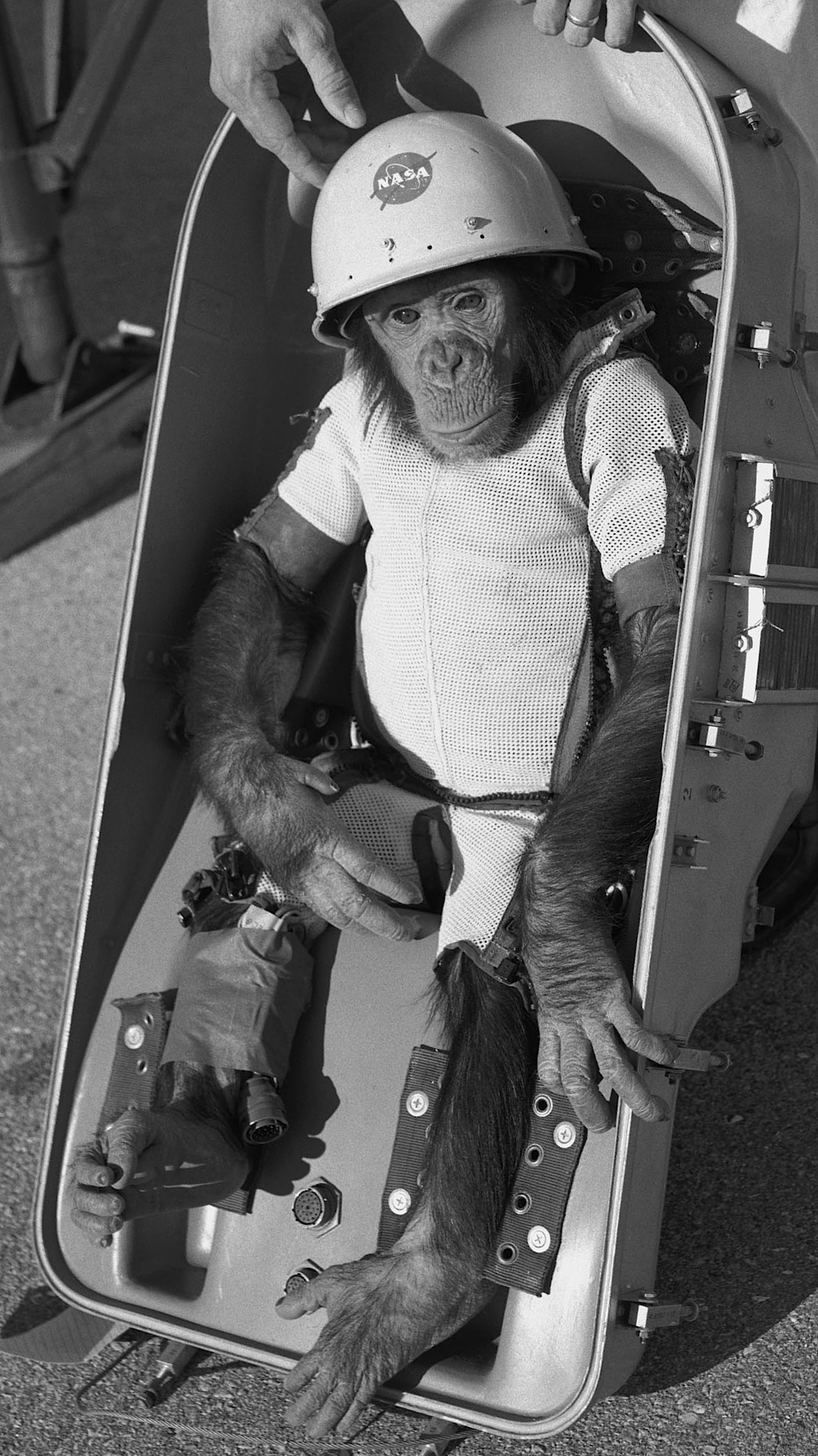
El Chimpancé Ham (NASA).

El Mercury-Redstone 2 (MR-2) fue la tercera misión espacial del proyecto Mercury de Estados Unidos. Fue lanzado a las 16:55 UTC del 31 de enero de 1961 desde el LC-5 en Cabo Cañaveral, Florida. La nave Mercury #5 transportaba al Chimpancé Ham como pasajero en un vuelo espacial suborbital. La nave #5 contenía seis nuevos sistemas que no habían estado presentes en los vuelos previos: control medioambiental, sistemas de control de estabilización de posición, sistemas de comunicación, sistemas para retrocohetes, sistemas de cancelación, y un colchón de aterrizaje neumático.

## Datos
- Fecha: 31 de enero de 1961
- Duración:1 año
- Masa: 1.203 kg
- Aceleración máxima: 12,4 g (122 m/s²)
- Número de Órbitas: vuelo suborbital
- Apogeo: 253 km
- Distancia recorrida: 679 km
- Velocidad máxima: 9.426 km/h
- Tripulación: 1 chimpancé